# Xiqing

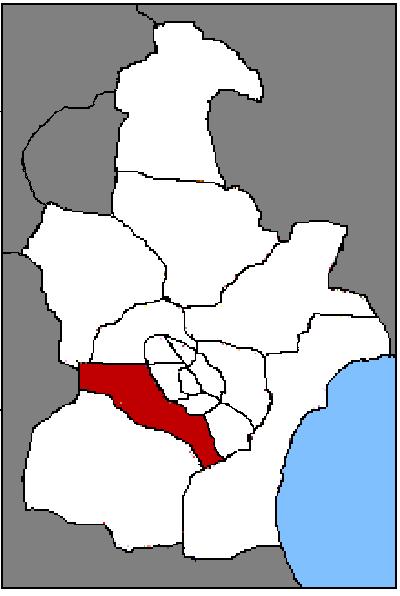
Lage des Stadtbezirks Xiqing in Tianjin

Der Stadtbezirk Xiqing (西青区,  Xīqīng Qū) gehört zum Verwaltungsgebiet der regierungsunmittelbaren Stadt Tianjin in der Volksrepublik China. Er umgibt das Zentrum von Tianjin im Südwesten. Die Fläche beträgt 562,6 Quadratkilometer und die Einwohnerzahl 1.195.124 (Stand: Zensus 2020).
Im Stadtbezirk Xiqing befindet sich die Residenz der Familie Shi, welche auf der Denkmalliste der Volksrepublik China steht.
Mit dem 597 Meter hohen und unvollendeten Goldin-Finance-117-Hochhaus steht in Xiqing die höchste Bauruine der Welt.